# Comuna Tompojevci, Vukovar-Srijem
Tompojevci este o comună în cantonul Vukovar-Srijem, Croația, având o populație de 1.565 de locuitori (2011).

## Demografie
Componența etnică a comunei Tompojevci
     Croați (61,73%)
     Ruteni (17,38%)
     Sârbi (10,48%)
     Maghiari (9,01%)
     Necunoscut (0,19%)
     Neclasificat (1,15%)
Componența confesională a comunei Tompojevci
     Catolici (88,69%)
     Ortodocși (10,35%)
     Necunoscută (0,38%)
     Alte religii (0,58%)
Conform recensământului din 2011, comuna Tompojevci avea 1.565 de locuitori. Din punct de vedere etnic, majoritatea locuitorilor (61,73%) erau croați, existând și minorități de ruteni (17,38%), sârbi (10,48%) și maghiari (9,01%). Apartenența etnică nu este cunoscută în cazul a 0,19% din locuitori. Din punct de vedere confesional, majoritatea locuitorilor (88,69%) erau catolici, cu o minoritate de ortodocși (10,35%). Pentru 0,38% din locuitori nu este cunoscută apartenența confesională.